# Phyllodactylus
Phyllodactylus, del griego clasico φύλλον (phúllon), "hoja", y δάκτυλος (dáktulos), "dedo", es un género de geckos pertenecientes a la familia Gekkonidae. Hay miembros del género en toda América, excepto en los extremos norte y sur.

## Especies
Se reconocen las siguientes:
- Phyllodactylus angelensis Dixon, 1966
- Phyllodactylus angustidigitus Dixon & Huey, 1970
- Phyllodactylus apricus Dixon, 1966
- Phyllodactylus barringtonensis Van Denburgh, 1912
- Phyllodactylus baurii Garman, 1892
- Phyllodactylus bordai Taylor, 1942
- Phyllodactylus bugastrolepis Dixon, 1966
- Phyllodactylus clinatus Dixon & Huey, 1970
- Phyllodactylus darwini Taylor, 1942
- Phyllodactylus davisi Dixon, 1964
- Phyllodactylus delcampoi Mosauer, 1936
- Phyllodactylus delsolari Venegas, Townsend, Koch & Böhme, 2008
- Phyllodactylus dixoni Rivero-Blanco & Lancini, 1968
- Phyllodactylus duellmani Dixon, 1960
- Phyllodactylus galapagensis Peters, 1869
- Phyllodactylus gerrhopygus (Wiegmann, 1834)
- Phyllodactylus gilberti Heller, 1903
- Phyllodactylus heterurus Werner, 1907
- Phyllodactylus homolepidurus Smith, 1935
- Phyllodactylus inaequalis Cope, 1876
- Phyllodactylus insularis Dixon, 1960
- Phyllodactylus interandinus Dixon & Huey, 1970
- Phyllodactylus johnwrighti Dixon & Huey, 1970
- Phyllodactylus julieni Cope, 1885
- Phyllodactylus kofordi Dixon & Huey, 1970
- Phyllodactylus lanei Smith, 1935
- Phyllodactylus leei Cope, 1889
- Phyllodactylus leoni Torres-Carvajal, Carvajal-Campos Barnes, Nicholls & Pozo-Andrade, 2013
- Phyllodactylus lepidopygus (Tschudi, 1845)
- Phyllodactylus martini Lidth De Jeude, 1887
- Phyllodactylus microphyllus Cope, 1876
- Phyllodactylus muralis Taylor, 1940
- Phyllodactylus nocticolus Dixon, 1964
- Phyllodactylus palmeus Dixon, 1968
- Phyllodactylus papenfussi Murphy, Blair & De La Cruz, 2009
- Phyllodactylus paralepis McCranie & Hedges, 2013
- Phyllodactylus partidus Dixon, 1966
- Phyllodactylus paucituberculatus Dixon, 1960
- Phyllodactylus pulcher Gray, 1830
- Phyllodactylus pumilus Dixon & Huey, 1970
- Phyllodactylus reissii Peters, 1862
- Phyllodactylus rutteni Hummelinck, 1940
- Phyllodactylus santacruzensis Dixon, 1966
- Phyllodactylus sentosus Dixon & Huey, 1970
- Phyllodactylus thompsoni Venegas, Townsend, Koch & Böhme, 2008
- Phyllodactylus tinklei Dixon, 1966
- Phyllodactylus transversalis Huey, 1975
- Phyllodactylus tuberculosus Wiegmann, 1834
- Phyllodactylus unctus (Cope, 1864)
- Phyllodactylus ventralis O'Shaughnessy, 1875
- Phyllodactylus wirshingi Kerster & Smith, 1955
- Phyllodactylus xanti Cope, 1863